# Bernhard Strasser
Bernhard Strasser OSB, Taufname Paul (* 21. März 1895 in Windsheim; † 11. Mai 1981 in Norfolk, Madison County, Nebraska, Vereinigte Staaten), war ein deutscher Benediktinermönch und Publizist.

## Leben

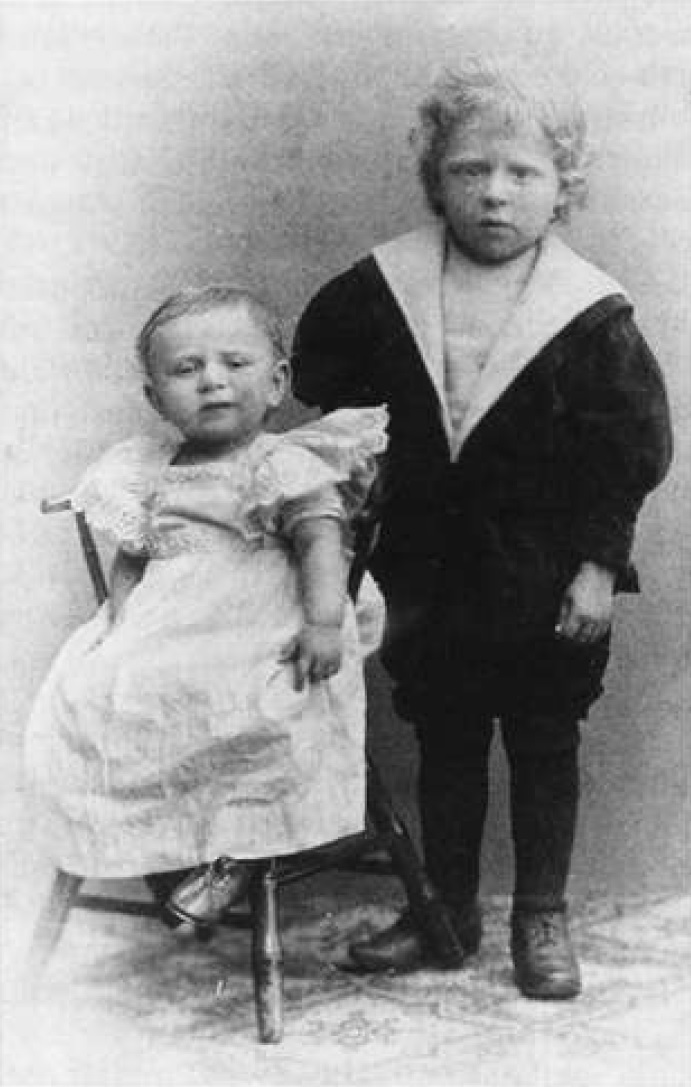
Paul Strasser als Zweijähriger zusammen mit dem älteren Bruder Gregor (1897)

Paul Strasser war das zweite von fünf Kindern des bayerischen Staatsbeamten Peter Strasser (1855–1928) und seiner Ehefrau Pauline Strobel (1873–1943). Zu seinen Geschwistern zählten die Politiker Gregor Strasser (1892–1934) und Otto Strasser (1897–1974). Nach dem Schulbesuch nahm Paul Strasser von 1915 bis 1918 am Ersten Weltkrieg teil.
Nach seiner Heimkehr aus dem Krieg trat Strasser 1919 oder 1920 in das bayerische Benediktinerkloster Metten ein und nahm den Ordensnamen Bernhard an. In den folgenden Jahren studierte er katholische Theologie an den Universitäten München und Würzburg. Nachdem er 1923 die Priesterweihe erhalten hatte, wurde er ab 1924 als Seelsorger in den vom Kloster betreuten Pfarreien und als Präfekt im Internat des Klosters eingesetzt.
An der politischen Tätigkeit seiner Brüder Gregor und Otto, die bis in die frühen 1930er Jahre zu den führenden Persönlichkeiten der NSDAP gehörten, hatte Bernhard Strasser nur am Rande und meist nur als Beobachter Anteil. Er lieferte als Zeitzeuge jedoch später zahlreiche Informationen und Einschätzungen über mögliche verborgen gebliebene Ansichten, Handlungen und politische Bestrebungen seiner Brüder. Seine – stark persönlich eingefärbten und früher bisweilen zu unkritisch herangezogenen – Erinnerungen werden daher von Historikern genutzt, um die frühe Geschichte der NSDAP zu erforschen.
Während Strassers älterer Bruder Gregor im Rahmen der Röhm-Affäre im Frühsommer 1934 von SS-Männern erschossen wurde und sein jüngerer Bruder Otto als Führer der von den NS-Behörden verbotenen „Schwarzen Front“ im Mai 1933 in die Emigration gegangen war, floh Strasser selbst im Juli 1935 aus Deutschland. Zuvor hatten sich Hinweise gehäuft, dass die Gestapo sich für ihn interessierte, wobei die genauen Gründe dafür unklar blieben. Es gibt Vermutungen, dass der als antiklerikal bekannte nationalsozialistische Aufhauser Bürgermeister Franz Xaver Froschhammer an Denunziationen gegen Strasser beteiligt war. Nach kurzen Aufenthalten in Österreich, der Schweiz und Frankreich lebte Strasser zunächst in einer Benediktinerabtei in Luxemburg. Beim Ausbruch des Zweiten Weltkriegs ging er nach Frankreich. Nach der deutschen Besetzung Frankreichs floh Strasser – nachdem er kurzzeitig in Le Havre als vermeintlicher deutscher Spion verhaftet worden war – nach Portugal. Dort verhalf er seinem zu dieser Zeit ebenfalls in dem Land untergetauchten Bruder Otto zu einem Versteck in einem Kloster. Aus Portugal siedelte Bernhard Strasser im Herbst 1940 in die USA über.
Von den nationalsozialistischen Polizeiorganen wurde Bernhard Strasser Ende der 1930er Jahre als wichtige Zielperson eingestuft: Im Frühjahr 1940 setzte ihn das Reichssicherheitshauptamt in Berlin, das ihn irrtümlich in Großbritannien vermutete, auf die Sonderfahndungsliste G.B., ein Verzeichnis von Personen, die im Falle einer erfolgreichen deutschen Invasion Großbritanniens durch die Sonderkommandos der SS-Einsatzgruppen mit besonderer Priorität ausfindig gemacht und verhaftet werden sollten.
In den USA war Strasser bis 1950 als Lehrer im Benediktinerkloster St. John in Collegeville im US-Bundesstaat Minnesota tätig. Anschließend wirkte er als Pfarrer in Primrose (1950–1963) und St. Henry’s Church, Howell (Nebraska) (1963–1968). Von 1968 bis zu seinem Tod war er Hausgeistlicher im St. Joseph’s Nursing Home in Norfolk (Nebraska).
In der frühen Nachkriegszeit beteiligte Bernhard Strasser sich von den Vereinigten Staaten aus an den erfolglosen Versuchen seines Bruders Otto, eine katholische Volkspartei in Westdeutschland aufzubauen. In Deutschland veröffentlichte Strasser ein Erinnerungsbuch über seine Brüder. Außerdem korrespondierte er mit prominenten Personen der Zeitgeschichte wie Heinrich Brüning und Historikern wie Udo Kissenkoetter.

## Schriften
- Beichte gut!. Abtei Metten 1932
- Gregor und Otto Straßer. München 1954. (Neuauflage 1965 als Gregor und Otto Strasser. Kurze Darstellung ihrer Persönlichkeit und ihres Wollens) (Digitalisat des englischen Manuskriptes beim Institut für Zeitgeschichte)